# Annona ubatubensis
Annona ubatubensis (Maas & Westra) H.Rainer – gatunek rośliny z rodziny flaszowcowatych (Annonaceae Juss.). Występuje endemicznie w Brazylii – w stanie São Paulo. 

## Morfologia
PokrójZimozielone drzewo dorastające do 3–20 m wysokości.
LiścieMają eliptyczny kształt. Mierzą 8–22 cm długości oraz 3–8 cm szerokości. Blaszka liściowa jest całobrzega o tępym wierzchołku.
OwoceSynkarpiczne, o kulistym kształcie. Osiągają 35–40 mm długości i 25–35 mm szerokości. Mają zielona barwę.

## Biologia i ekologia
Rośnie w lasach. Występuje na wysokości do 800 m n.p.m.